# Meir (Anvers)
Pour les articles homonymes, voir Meir.

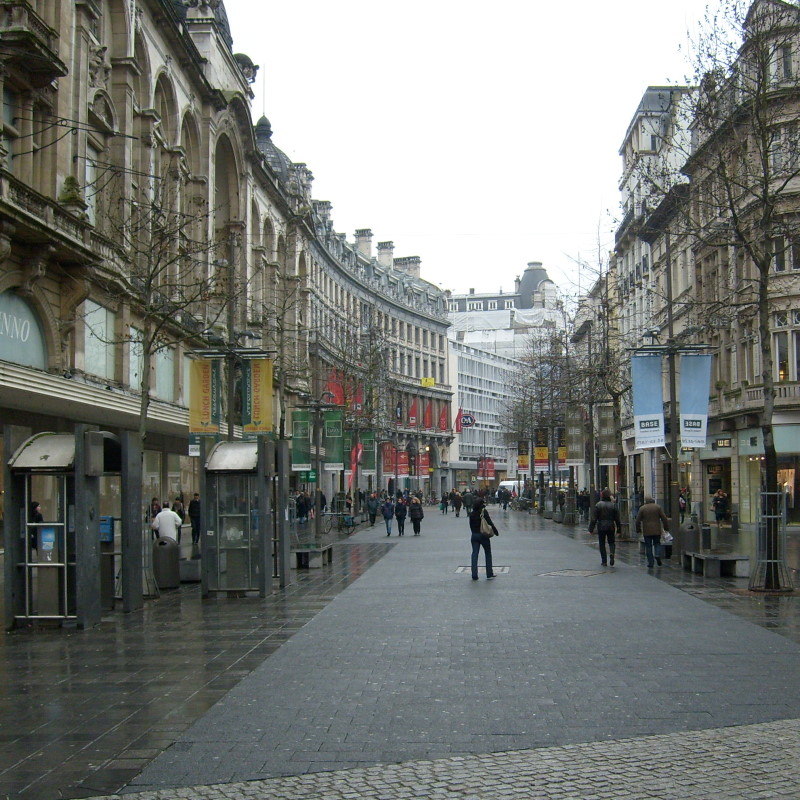
Le Meir.

Le Meir est la 2eme rue commerçante de Belgique, située au cœur de la ville d'Anvers
Avec le boulevard De Keyser, la place Teniers et la rue Leys, le Meir forme un lien entre la gare d'Anvers-Central et le centre historique de la ville d'Anvers.
Le Meir est une rue piétonne (une ligne de prémétro passe sous la rue) et une importante attraction commerciale de la ville. Il y a à côté de nombreuses petites enseignes, des grands magasins de vêtements.
La plupart des enseignes sont logées dans des bâtiments historiques, qui font la richesse de cette rue.
On y trouve l'ancien palais royal d'Anvers.